# Lijst van burgemeesters van Driebergen
Dit is een lijst van burgemeesters van de voormalige Nederlandse gemeente Driebergen in de provincie Utrecht. Op 1 mei 1931 is Driebergen met Rijsenburg opgegaan in de nieuw gevormde gemeente Driebergen-Rijsenburg (deze is op haar beurt op 1 januari 2006 opgegaan in de nieuw gevormde gemeente Utrechtse Heuvelrug).
| Ambtsperiode | naam burgemeester                                                | partij of stroming | opmerkingen |
| ------------ | ---------------------------------------------------------------- | ------------------ | --- |
| 1813 - 1813  | Pieter Anthoni Hinlopen                                          |                    | tevens burgemeester van Rijsenburg                                                                                                 |
| ?            |                                                                  |                    | |
| 1816 - 1847  | Frans Nicolaas van Bern                                          |                    | schout/burgemeester, tevens schout/burgemeester van Sterkenburg (1816?-1850) en maire/schout/burgemeester van Zeist (1811-1850)    |
| 1847 - 1850  | Christiaan Hendrik (C.H.) Cordes                                 |                    | tevens burgemeester van Rijsenburg en Sterkenburg (beide 1850)                                                                     |
| 1850 - 1874  | A.J.U. baron van Wassenaer Catwijk                               |                    | tevens burgemeester van Rijsenburg (1850-1874) en Sterkenburg (van 1850 tot die gemeente in 1857 opging in de gemeente Driebergen) |
| 1875 - 1903  | Mr. W.H.J. baron van Heemstra (1841-1909)                        |                    | tevens burgemeester van Rijsenburg                                                                                                 |
| 1903 - 1910  | Gijsbert (G.C.D.) d'Aumale baron van Hardenbroek van Hardenbroek | ARP                | tevens burgemeester van Rijsenburg                                                                                                 |
| 1910 - 1925  | Jhr. mr. Hector (H.W.L.) de Beaufort                             |                    | tevens burgemeester van Rijsenburg                                                                                                 |
| 1925 - 1931  | Jhr. Pieter Paul (P.P.) de Beaufort                              |                    | tevens burgemeester van Rijsenburg                                                                                                 |